# Patricia Emonet
Patricia Emonet (Sallanches, 22 luglio 1956) è un'ex sciatrice alpina francese, vincitrice della Coppa del Mondo di slalom speciale nel 1973.

## Biografia
Specialista delle discipline tecniche originaria di Praz-sur-Arly e sorella di Claudine, a sua volta sciatrice alpina, Patricia Emonet
agli Europei juniores di Madonna di Campiglio 1972 vinse la medaglia d'oro nella discesa libera e nello slalom speciale e quella di bronzo nello slalom gigante; in Coppa del Mondo ottenne il primo podio, nonché primo risultato di rilievo, il 9 dicembre dello stesso anno concludendo 3ª nello slalom speciale disputato a Val-d'Isère, alle spalle della tedesca occidentale Pamela Behr e alla compagna di squadra Odile Chalvin, e la prima vittoria a Maribor il 2 gennaio 1973: in quella stessa stagione 1972-1973 conquistò anche le altre tre vittorie della sua carriera (l'ultima il 23 marzo a Heavenly Valley in slalom gigante) e si aggiudicò la Coppa del Mondo di slalom speciale con 30 punti di vantaggio su Rosi Mittermaier, mentre in classifica generale fu 3ª.
Ai Mondiali di Sankt Moritz 1974 si classificò 12ª nello slalom gigante e ai XII Giochi olimpici invernali di Innsbruck 1976, sua unica presenza olimpica, fu 11ª nello slalom gigante e non concluse lo slalom speciale. In Coppa del Mondo salì per l'ultima volta sul podio il 28 gennaio 1977 a Saint-Gervais-les-Bains  in slalom speciale (2ª dietro alla connazionale Perrine Pelen) e ottenne l'ultimo piazzamento il 23 gennaio 1979 a Schruns nella medesima specialità (10ª).

## Palmarès

### Europei juniores
- 3 medaglie[2]:
  - 2 ori (discesa libera, slalom speciale a Madonna di Campiglio 1972)
  - 1 bronzo (slalom gigante a Madonna di Campiglio 1972)

### Coppa del Mondo
- Miglior piazzamento in classifica generale: 3ª nel 1973
- Vincitrice della Coppa del Mondo di slalom speciale nel 1973
- 10 podi (9 in slalom speciale, 1 in slalom gigante):
  - 4 vittorie (3 in slalom speciale, 1 in slalom gigante)
  - 2 secondi posti
  - 4 terzi posti

#### Coppa del Mondo - vittorie
| Data           | Località         | Paese       | Specialità |
| -------------- | ---------------- | ----------- | ---------- |
| 2 gennaio 1973 | Maribor          | Jugoslavia  | SL         |
| 3 marzo 1973   | Mont-Sainte-Anne | Canada      | SL         |
| 22 marzo 1973  | Heavenly Valley  | Stati Uniti | SL         |
| 23 marzo 1973  | Heavenly Valley  | Stati Uniti | GS         |

Legenda:

GS = slalom gigante

SL = slalom speciale

### Coppa del Mondo
- Miglior piazzamento in classifica generale: 8ª nel 1972[senza fonte]

## Campionati francesi
- 3 ori (slalom speciale nel 1973; slalom speciale nel 1976; slalom speciale nel 1977)[senza fonte]